# 遠見控股

2010年1月前的標誌

遠見控股有限公司，簡稱遠見控股（英語：Vision Values Holdings Limited，港交所：0862），則在2009年12月14日，由新世界移動控股有限公司換取上市而來。
現時業務在香港經營網絡解決方案，項目服務及物業投資，現時為魯連城為主席及總裁。
而總部位於香港九龍灣常悅道19號福康工業大廈3樓309室。
新世界移動控股曾經是新世界發展的子公司之一，並持有新世界流動電話有限公司，該公司主要經營提供流動電話服務的新世界傳動網；新世界移動控股在2004年7月6日，透過亞洲物流科技有限公司借殼上市。
2006年3月，新世界流動電話有限公司與香港流動通訊有限公司（CSL）完成合併。新世界傳動網現成為香港流動通訊有限公司旗下流動網絡服務品牌（其餘兩個品牌為1010及One2Free），而該公司是澳洲電訊及新移動之合營公司CSL New World Mobility Group。
2006年11月22日，新移動將其持有的CSL New World Mobility Group共23.6%股權悉數售予給母公司新世界發展。 及後，新移動亦被母公司出售。 
2010年1月15日公佈正式易名為「Vision Values Holdings Limited」。